# Cantonul Moïta-Verde
Cantonul Moïta-Verde este un canton din arondismentul Corte, departamentul Haute-Corse, regiunea Corsica, Franța.

## Comune
| Comune          | Populație (1999) | Cod poștal | Cod INSEE |
| --------------- | ---------------- | ---------- | --------- |
| Aléria          | 2.191            | 20270      | 2B009     |
| Ampriani        | 13               | 20272      | 2B015     |
| Campi           | 18               | 20252      | 2B053     |
| Canale-di-Verde | 355              | 20230      | 2B057     |
| Chiatra         | 206              | 20230      | 2B088     |
| Linguizzetta    | 1.079            | 20230      | 2B143     |
| Matra           | 43               | 20270      | 2B155     |
| Moïta           | 81               | 20270      | 2B161     |
| Pianello        | 59               | 20272      | 2B213     |
| Pietra-di-Verde | 111              | 20230      | 2B225     |
| Tallone         | 315              | 20270      | 2B320     |
| Tox             | 91               | 20270      | 2B328     |
| Zalana          | 135              | 20272      | 2B356     |
| Zuani           | 30               | 20272      | 2B364     |